# Кундух, Бекир Сами
Бекир Сами Кундух (осет. Къуындыхаты Муссӕйы фырт Бечир; тур. Bekir Sami Kunduh; 1865 или 1867, с. Саниба, Терская область, Российская империя — 16 января 1933, Стамбул, Турция; также Бекир Сами-бей) — турецкий государственный деятель, первый министр иностранных дел Турецкой республики (1920—1921), глава турецкой делегации на переговорах с Советской Россией по заключению Московского договора и получению финансовой помощи в размере 10 млн золотых рублей и военной помощи.

## Биография
Сын российского генерал-майора Мусы Кундухова, осетина-мусульманина, возглавившего мухаджирство в Османской империи из нескольких тысяч осетин, чеченцев и карабулаков.
Окончил лицей в Галатасарае, Школу политических наук в Париже. Владел шестью иностранными языками. Пользовался большим влиянием на черкесскую диаспору.
Его карьера на государственной службе началась на должности секретаря посольства Османской империи в Петербурге.
Затем он находился на различных административных постах в восточно-анатолийских и арабских вилайетах империи: мутасаррыф (управитель) Амасьи, вали (губернатор) Вана, Трабзона, Бурсы, Халеба. Входил в состав Каракольского общества, наряду с другими бывшими влиятельными членами комитета Единение и прогресс (КЕП). Каракольское общество было тайной турецкой националистической организацией, созданной в октябре или ноябре 1918 года для продолжения различных аспектов секретной работы КЕП, таких как сопротивление союзной оккупации, сопротивление разделению Анатолии и сокрытие бывших членов КЕП, обвиняемых в участии в геноциде армян.
Был завербован англичанами и в финальный период Первой мировой войны вел с ними переговоры об объединении народов Кавказа вокруг Турции для борьбы с большевизмом. При личных встречах с Ллойд Джорджем убеждал его в отсутствии симпатий к большевикам, хотя его политический патрон Мустафа Кемаль как раз вынужден был просить помощи у большевиков.
В период подготовки Мудросского перемирия между Турцией и Антантой Бекир-Сами являлся губернатором Бейрута.
Когда Мустафа Кемаль возглавил национально-освободительное движение против оккупантов, присоединился к нему.
В августе 1919 года на Сивасском конгрессе Обществ защиты прав стал членом Представительного комитета (Хейет-и Темсилийе), работавшего над формированием Великого национального собрания Турции (ВНСТ). Работал в нём до 23 апреля 1920 года.
В 1920 году избирался депутатом нижней палаты османского парламента от Амасьи, проголосовал в этом качестве за «Декларацию независимости Турции», более известную как Национальный турецкий пакт, или Национальный обет. После роспуска парламента оккупационными властями выехал в Анкару, где стал депутатом меджлиса и одним из близких соратников Кемаля.
В 1920—1921 годах первым занимал пост министра иностранных дел Турции. Возглавлял миссию ВНСТ по подготовке Московского договора с Советской Россией.
На Лондонской конференции 1921 года представлял интересы Анкары и национальных сил. В послевоенных переговорах основным камнем преткновения стало судебное разбирательство и наказание турецких заключённых, удерживаемых англичанами на острове Мальта. Турецкая сторона под влиянием держав-победителей склонялась к поддержке идеи международного суда, перед которым турки представали бы по обвинениям в преступлениях военного времени. Однако меджлис отклонил компромиссные соглашения, подготовленные при его участии. После этого под воздействием разоблачительных публикаций в прессе, в которых он обвинялся в превышении полномочий, в мае 1921 года он был вынужден подать в отставку.
Являлся депутатом ВНСТ двух первых созывов. Участвовал в создании первой оппозиционной Прогрессивно-республиканской партии (1924—1926).
В 1926 году был обвинен в организации покушения на Мустафу Кемаля в Измире и арестован с некоторыми другими членами партии, однако вскоре оправдан судом.
В 1927 году, разочаровавшись в политике, ушёл из общественно-политической жизни, провел последние годы в деревне.
Похоронен в Стамбуле.

## Миссия в Москве
11 мая 1920 года правительство Великого национального собрания Турции направило своего министра иностранных дел Бекира Сами во главе своей первой официальной делегации в РСФСР для подготовки общего договора о дружбе и взаимопомощи.
Делегация прибыла в Москву 19 июля. 24 июля состоялась встреча Бекира Сами и его заместителя Юсуфа Кемаля с народным комиссаром иностранных дел РСФСР Г. В. Чичериным и его заместителем Л. М. Караханом.
В Москве представители советского руководства, ведя переговоры, с одной стороны, с делегацией Республики Армении во главе с Л. Шантом, а с другой стороны, с кемалистской делегацией во главе с Бекиром Сами и стремясь достичь мирного соглашения между сторонами, выдвинули «принцип этнографической границы, основанной на национальных взаимоотношениях, существовавших до великой войны», и предлагали «произвести взаимное переселение для того, чтобы создать с обеих сторон однородную этнографическую территорию». Армянская делегация была с этим в принципе согласна. Турецкая делегация, однако, не только отвергла этот принцип, но и не приняла предложение Л. Карахана о проведении встречи с делегацией Л. Шанта для выяснения позиций сторон в вопросе о спорных территориях, мотивируя свой отказ тем, что не имеет подобных полномочий.
Бекир Сами настаивал на границах, определённых Брест-Литовским договором, и требовал признания «Национального обета», принятого 28 января 1920 года в Константинополе вновь избранной палатой депутатов, в которой сторонники Мустафы Кемаля имели большинство. В этом документе территориальные вопросы решались следующим образом: вопрос об арабских землях выносился на плебисцит их населения, а земли, населённые представителями турецкой нации, безусловно должны были остаться в составе Турции. Под территорией, населённой турецкой нацией, понималась вся территория современной Турецкой Республики, за исключением Западной Фракии и районов Карса, Ардагана и Батума, где предполагалось провести референдум о государственной принадлежности данных территорий.
Турецкая делегация упорно настаивала на необходимости военного похода против Армении, мотивируя это тем, что если за короткий срок не будет создан сухопутный коридор через Нахичеван с Азербайджаном и находящейся там Красной Армией, то гибель национального движения в Турции будет неизбежной. Бекир Сами требовал хотя бы устного согласия Советской России на занятие турками Сарыкамыша и Шахтахты. Не получив согласия Г. Чичерина, он потребовал встречи с председателем СНК РСФСР В. И. Лениным.
В Москве 13 августа Политбюро ЦК РКП (б) обсудило предложения Г. В. Чичерина относительно Турции и Армении.
14 августа турецкую делегацию принял В. И. Ленин. После выяснения с членом Военно-революционного совета Кавказского фронта Г. К. Орджоникидзе вопроса о целесообразности занятия турками Шахтахты и Сарыкамыша, Г. В. Чичерин сообщил Бекиру Сами, что советское правительство не будет возражать, при условии что турки не продвинутся далее этой линии.
К 24 августа был выработан проект Договора о дружбе, определявший основные принципы отношений между двумя странами (непризнание договоров, навязанных сторонам силой, аннулирование заключённых в прошлом договоров между царской Россией и Турцией, передача решения статуса Черноморских проливов на рассмотрение конференции черноморских государств и т. д.).
В ст. 3 проекта стороны обязались при взаимном согласии в самый короткий срок принять все необходимые меры для открытия путей сообщения между Россией и Турцией в целях перевозки людей и товаров. В статье 4 говорилось, что РСФСР согласна взять на себя посредничество между Турцией и теми пограничными третьими государствами, которые распространили свою власть на какую-либо территорию, включённую в «Национальный обет», — тем самым советское правительство косвенно признавало право Турции на районы Батума, Карса и Ардагана. В связи с тем, что эти территории находились в составе Армении и Грузии, было решено отложить вопрос об определении северо-восточной границы Турции и окончательное подписание подготовленного договора. Этот проект впоследствии был положен в основу Московского договора «о дружбе и братстве», подписанного 16 марта 1921 года.
В ходе переговоров было также достигнуто соглашение, которое предусматривало предоставление помощи Великому национальному собранию Турции оружием, боеприпасами и золотом, а в случае необходимости — совместными военными действиями. В распоряжение Г. К. Орджоникидзе были немедленно направлены для последующей передачи туркам 6 тыс. винтовок, свыше 5 млн патронов и 17 600 снарядов.
По соглашению от 24 августа денежная помощь Турции была согласована в объёме 10 млн золотых рублей, что соответствовало 7,74 тонны золота.
Сами-бей, будучи фактически ставленником Антанты, относился к переговорам с Москвой негативно, передавал в Анкару недостоверную информацию об их ходе. После разоблачительных публикаций в прессе он вынужден был уйти в отставку.